# Léa Steinacker

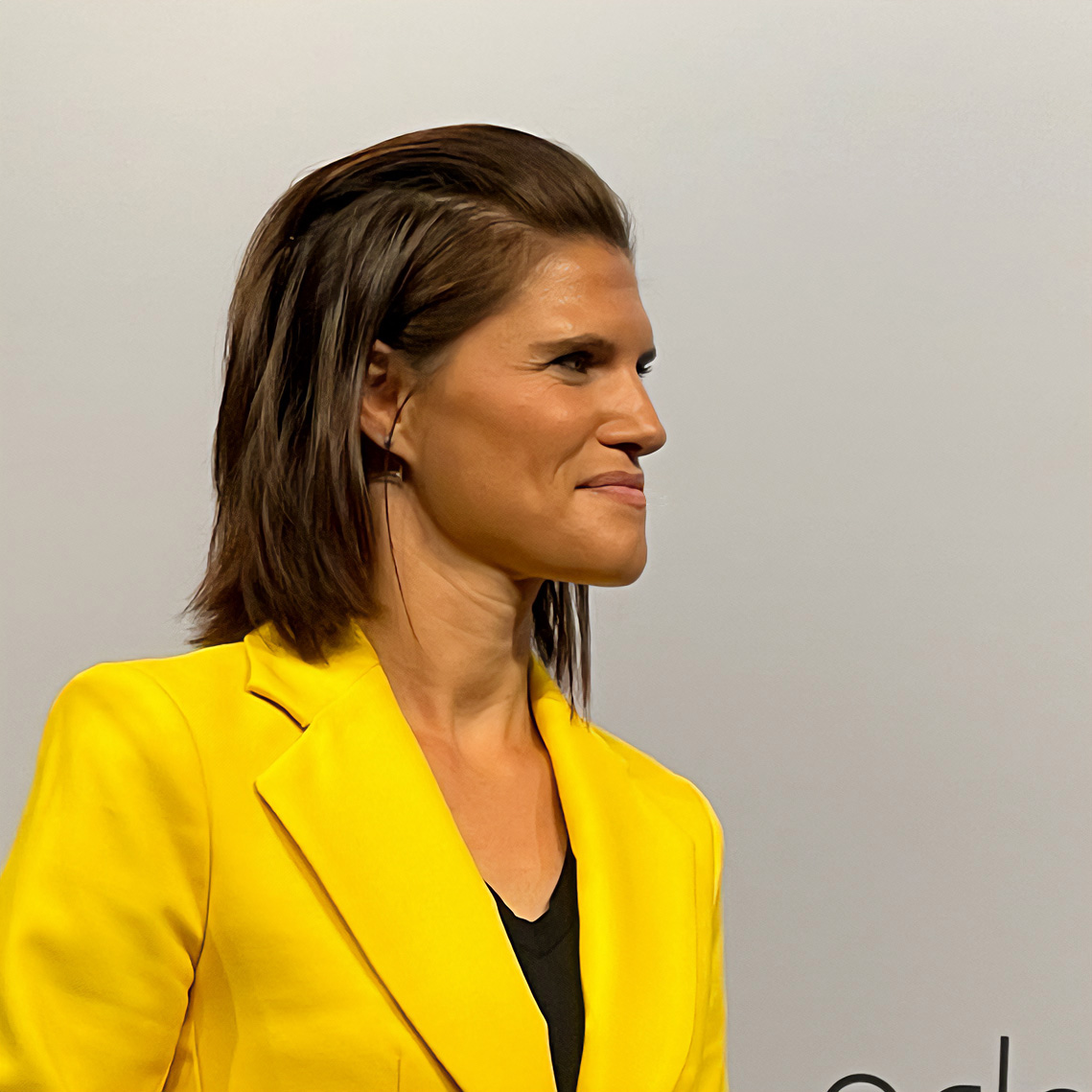
Léa Steinacker

Léa Steinacker (geboren am 11. Januar 1989) ist eine deutsche Sozialwissenschaftlerin, Unternehmerin und Autorin, deren wissenschaftlicher und publizistischer Fokus auf Künstliche Intelligenz, KI-Ethik und soziale Gerechtigkeit gerichtet ist.

## Beruflicher Werdegang
Léa Steinacker wuchs im niedersächsischen Walsrode auf. Nachdem sie mit 14 Jahren den an Schulen ausgeschriebenen Landespreis in der Sprache Englisch gewonnen hatte, ging sie mit einem Rotary-Stipendium für ein Austauschjahr nach Australien. Ab 2005 besuchte sie in St. Donats (Wales, Großbritannien) das internationale United World College (UWC) of the Atlantic. 2007 machte sie dort ihren Abschluss mit einem International Baccalaureate Diplom.
Im Anschluss studierte sie an der Princeton University Internationale Beziehungen. Dazu gehörten diverse Aufenthalte, u. a. ein Jahr an der American University in Kairo sowie Recherchen in Kenia. Unterstützt wurde sie dabei durch verschiedene Stipendien. Während ihrer Studienzeit in Princeton nutzte sie die Sommer für Aufenthalte in Tansania und Kenia sowie ein Praktikum im Politikressort eines Radiosenders in Hannover. 2011 schloss Léa Steinacker ihren Bachelor of Arts in International Affairs und im Nebenfach African Studies mit Auszeichnung ab. Im Anschluss sammelte sie in Afrika Berufserfahrungen bei Nichtregierungsorganisationen, u. a. in Ruanda und der Demokratischen Republik Kongo.
2015 erwarb Steinacker einen Masterabschluss an der Harvard Kennedy School in Cambridge, Massachusetts. Sie kehrte nach Deutschland zurück und erhielt eine Anstellung bei der Zeitschrift Wirtschaftswoche als Digital Scout. Hier stieg sie 2017 zum Chief Innovation Officer auf. Im Jahr 2018 etablierte die Wirtschaftswoche die Weiterbildungs-Community ada, die sich auf technologiegetriebene Themen fokussiert. Steinacker übernahm die Rolle des Chief Strategy Officer. Im Oktober 2020 wurde daraus die ada Learning GmbH gegründet. Gemeinsam mit Miriam Meckel fungierte sie als Gründerin und Chief Innovation Officer.
Im Jahr 2022 promovierte Steinacker zum Thema Künstlicher Intelligenz an der Universität St. Gallen (Schweiz). In ihrer sozialwissenschaftlichen Promotionsschrift untersuchte sie technologische und gesellschaftliche Rahmenbedingungen zum Verständnis der Auswirkungen künstlich intelligenter Systeme von der Entwicklung bis zum Einsatz. Betreut wurde sie von Damian Borth, Professor für Künstliche Intelligenz sowie von Veronica Barassi, Professorin für Digitale Anthropologie. Seit 2021 ist Steinacker Lehrbeauftragte an der Universität St. Gallen mit Lehrangeboten an der Schnittstelle von Technologie und Gesellschaft.
Über Chancen und Risiken von Künstlicher Intelligenz hat sie mit der Medien- und Kommunikationswissenschaftlerin Miriam Meckel ein Buch verfasst, das im Jahr 2024 auf die Spiegel-Bestsellerliste Wirtschaftsbücher gelangte und in weitere Sprachen übersetzt wurde. Gemeinsam betreiben beide einen intensiven öffentlichen Diskurs und Aufklärung.
Léa Steinacker ist Investorin und Unterstützerin des Frauenfußballvereins FC Viktoria Berlin.
Im Juni 2024 wurde Steinacker in den Verwaltungsrat der Weleda AG gewählt.

## Auszeichnungen und Preise
- 2011: Henry-Richardson-Labouisse-Preis der Princeton University
- 2013: McCloy-Stipendium der Studienstiftung des deutschen Volkes[11]
- 2015: Munich Young Leader von der Münchner Sicherheitskonferenz und der Körber-Stiftung
- 2016: Young Leader der Atlantik-Brücke
- 2018: Top 30 bis 30, Medium Magazin[1]

## Werke (Auswahl)
Monografien
- Code Capital: A sociotechnical framework to understand the implications of artificially intelligent systems from design to deployment. (Promotionsschrift, engl.). Nomos, Baden-Baden 2022, ISBN 978-3-8487-8890-3.
- mit Miriam Meckel: Alles überall auf einmal. Wie Künstliche Intelligenz unsere Welt verändert und was wir dabei gewinnen können. Rowohlt, Hamburg 2024, ISBN 978-3-498-00710-2.[9]

Artikel
- mit Borth, Kostka, Meckel: Facial Recognition: A cross-national Survey on Public Acceptance, Privacy, and Discrimination. Bericht zur International Conference on Machine Learning, Wien (2020)
- mit Kostka, Meckel: Between Security and Convenience: Facial recognition technology in the eyes of citizens in China, Germany, the United Kingdom, and the United States. Public Understanding of Science. (2021)
- mit Meckel, Shahrezaye, Suter: AI Suffrage: A four-country survey on the acceptance of an automated voting system. Bericht zur 55th Hawaii International Conference on System Sciences (2022).
- mit Bosch, Dremel, Leimeister, Meckel, Rietsche: Quantum computing. Electronic Markets, S. 1–12 (2022)
- mit Kostka, Meckel: Under big brother’s watchful eye: Cross-country attitudes toward facial recognition technology. Freie Universität Berlin (2023).
- mit Ma, Meckel, Poehlmann: Narratives from Commercial, Business-Focused, Industrial Reports and Articles on Quantum Technology. Tagungsbericht zum 84th Annual Meeting of the Academy of Management, Chicago (2024).